# Hoplia hauseri
Hoplia hauseri är en skalbaggsart som beskrevs av Edmund Reitter 1904. Hoplia hauseri ingår i släktet Hoplia och familjen Melolonthidae. Inga underarter finns listade i Catalogue of Life.